# Ben Berlin
Ben Berlin (eigentlich: Hermann Bernhard Leopoldovich Biek; * 23. September 1896 in Tallinn; † 10. August 1944 in London) war ein estnischer Jazz- und Unterhaltungsmusiker (Piano, Komposition, Arrangement) und Bandleader.

## Leben und Wirken
Hermann Biek wurde als erstes von drei Kindern des jüdischen Buchbinders Leopold Biek (1869–1906) und seiner aus einer St. Petersburger Arztfamilie stammenden Frau Maria, geb. Fleischacker, in Tallinn geboren. Bereits als Jugendlicher trat er in Tallinn als Pianist auf; nach seinem Schulabschluss 1913 studierte er am Konservatorium in St. Petersburg, was er 1919 mit drei Diplomen (Klavier, Komposition und Dirigent) abschloss. Nach der Oktoberrevolution lebte er mit seiner Frau Vera, geb. Vinogradova (1892–1982), noch eine Weile in Sowjetrussland, bevor sie sich entschlossen, 1920 nach Tallinn zurückzukehren. Dort wurden 1921 ihr Sohn Leopold und 1924 ihre Tochter Nina geboren. In Tallinn betätigte sich Biek als Komponist, hatte jedoch nur wenige Auftrittsmöglichkeiten. 1925 zog das Paar nach Berlin; 1926 nahm er eine Stelle bei der Schallplattenfirma Vox an und wurde künstlerischer Direktor, Hauspianist und Arrangeur für die Aufnahmesitzungen, u. a. für das Georges Boulanger Künstler Jazz Orchester.
Ab 1928 nannte er sich Ben Berlin und nahm mit seinem Tanzorchester unter eigenem Namen auf; 1928/29 entstanden in 15 Aufnahmesessions jazzorientierte Nummern für Grammophon, meist aus den Vereinigten Staaten populäre Titel wie „Ain’t Misbehavin’“, „Button Up Your Overcoat“, „Can’t Help Lovin’ Dat Man“, „Honey (I’m in Love with You)“, „I Can't Give You Anything But Love“, „She’s Funny That Way“ und „The Varsity Drag“. Bis in die frühen 1930er-Jahre spielte er auch eine Reihe von Schlagern und Filmsongs ein wie „Ein Freund, ein guter Freund“, „Mit Marie möcht' ich mal auf den Funkturm geh'n“ (Gr. 22913, Gesang: Heinz Wernicke), „Liebling, mein Herz läßt dich grüßen“ und „Einmal kommt das Wunder der Liebe“ (mit Leo Monosson), „Bin kein Hauptmann, bin kein grosses Tier“ (Gr. 22943), „Ich hab kein Auto, ich hab kein Rittergut“ (Gr. 22706, mit Two Jazzers) und „Es muß doch an der Liebe etwas dran sein“ (Gr. 23175, von Willy Rosen, mit Heinz John, Gesang). In seinem Orchester, das ein Engagement im Delphi Filmpalast hatte, spielten bekannte Musiker wie Franz Thon. „Obwohl Ben Berlins Orchester ein reines Tanzorchester war, brachte es gelegentlich gute Jazzsolistik zu Gehör, dank einiger hervorragender Solisten“, schrieb Horst Heinz Lange; so hatte Berlin in der Band zwei niederländische Jazzmusiker, die Brüder Louis de Vries (Trompete) und Jack de Vries (Tuba, Bass).
Nach der Machtergreifung durch die Nationalsozialisten, emigrierte er zunächst in die Niederlande, später über Österreich nach Paris und um 1935 nach London. Im September/Oktober 1934 besuchte er seine frühere Heimat Estland und gab einige Konzerte mit klassischer Musik in Tallinn und Tartu. Ben Berlin arbeitete in London bei der BBC als Leiter musikalischer Sendungen und betätigte sich auch wieder als Komponist, allerdings unter seinem Geburtsnamen Hermann Biek. Dort konnte er jedoch nicht mehr an seine frühere Popularität anknüpfen. Er starb 1944 mit 48 Jahren.

## Lexikalischer Eintrag
- Jürgen Wölfer: Jazz in Deutschland. Das Lexikon. Alle Musiker und Plattenfirmen von 1920 bis heute. Hannibal, Höfen 2008